# Fehértorkú törpeguvat
A fehértorkú törpeguvat  (Laterallus albigularis) a madarak osztályának darualakúak (Gruiformes) rendjébe és a guvatfélék (Rallidae) családjába tartozó faj.

## Rendszerezése
A fajt George Newbold Lawrence amerikai üzletember és amatőr ornitológus írta le 1831-ban, a Corethrura nembe Corethrura albigularis néven. Sorolják a Limnocrex nembe Limnocrex albigularis néven is.

## Alfajai
- Laterallus albigularis albigularis (Lawrence, 1861)
- Laterallus albigularis cerdaleus Wetmore, 1958
- Laterallus albigularis cinereiceps (Lawrence, 1875)[1]

## Előfordulása
Costa Rica, Honduras, Nicaragua, Panama, Ecuador és Kolumbia területén honos. Természetes élőhelyei a édesvizű mocsarak és tavak. Állandó, nem vonuló faj.

## Megjelenése
Testhossza 16 centiméter.

## Természetvédelmi helyzete
Az elterjedési területe nagyon nagy, egyedszáma viszont ismeretlen. A Természetvédelmi Világszövetség Vörös listáján nem fenyegetett fajként szerepel.